# Gebäudekomplex

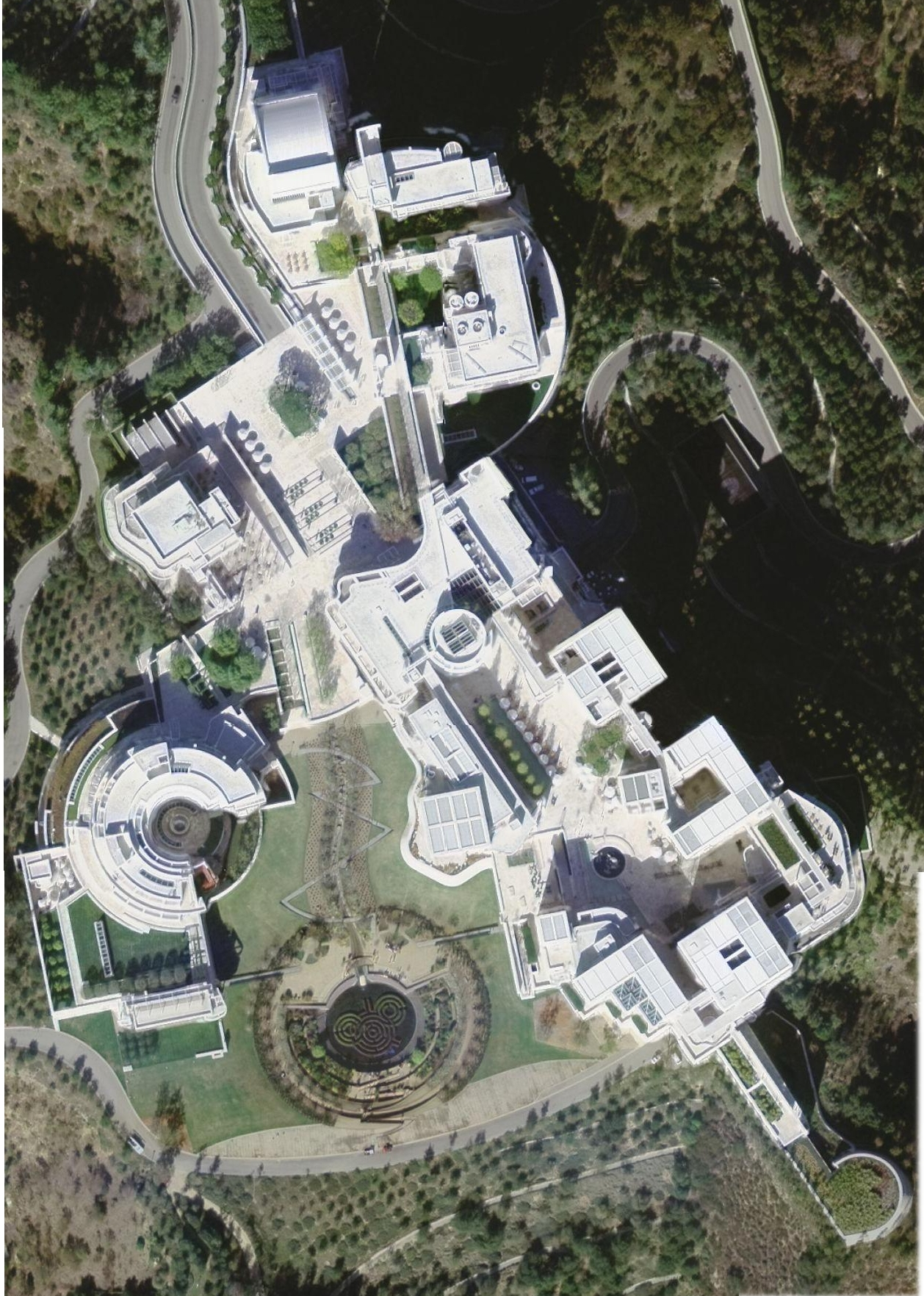
Luftaufnahme des Gebäudekomplexes Getty Center

Der Begriff Gebäudekomplex (auch Baukomplex oder Komplex) bezeichnet in der Architektur eine Gruppe oder einen Block von Gebäuden und architektonischen Räumen, die baulich miteinander verbunden sind und als Gesamteinheit wahrgenommen werden.
In der Regel ist es möglich, sich durch die Gebäude eines Komplexes zu bewegen, ohne den Innenraum zu verlassen. Es gibt eine gemeinsame Erschließung mit einigen Eingängen. Allerdings können auch Außenräume und Elemente wie Statuen oder Brunnen, die zwischen den Bauwerken liegen, als Teil eines Komplexes angesehen werden.
Handelt es sich um einen losen Zusammenschluss von verschiedenartigen Gebäuden und ein Wechselspiel von Innen- und Außenräumen, so spricht man von einem Gebäudeensemble.

## Beispiele
- Der Landtag von Sachsen-Anhalt ist ein Gebäudekomplex am Domplatz in Magdeburg, das seit 1991 Heimat des Parlaments des Landes Sachsen-Anhalt ist. Kennzeichen des Baus direkt gegenüber vom Magdeburger Dom ist die bürgerlich-barocke Fassade von einstmals vier separaten benachbarten Häusern. Ursprünglich in den 1720er Jahren erbaut, wurde in den 1990er Jahren für die Nutzung als Parlamentssitz umgestaltet.
- Die Ordensburg Marienburg bei Danzig in Polen ist ein mittelalterlicher Gebäudekomplex. Die Trakte sind einheitlich gestaltet, man kann sich trockenen Fußes durch große Teile des Komplexes bewegen.
- Das Getty Center in Brentwood, einem Distrikt von West Los Angeles, Kalifornien ist ein moderner Gebäudekomplex, der verschiedene Institutionen beherbergt, wie den J. Paul Getty Trust, das J. Paul Getty Museum, das Getty Research Institute, das Getty Conservation Institute und einiges mehr. Der Komplex wurde von Richard Meier entworfen.
- Die Museumsinsel in Berlin ist ein städtebauliches Ensemble, das durch den Masterplan Museumsinsel zu einem Gebäudekomplex verbunden werden soll. Ein gemeinsames Eingangsgebäude soll als zentraler Ausgangspunkt eines unterirdischen Rundganges dienen, der Archäologischen Promenade, die alle Museen der Museumsinsel außer der Alten Nationalgalerie verknüpfen wird.
- Die Hofburg ist ein jahrhundertelang gewachsener Gebäudekomplex in Wien und gilt als größter für nicht-religiöse Zwecke erbauter Gebäudekomplex Europas.[1]
- Das World Trade Center in New York war bis zu seiner Zerstörung am 11. September 2001 auch ein Gebäudekomplex, bestehend aus 7 Teilen.